# Puk Damsgård
Puk Damsgård Andersen (født 18. september 1978 i Hammer-Torup mellem Næstved og Præstø) er en dansk journalist og forfatter. Puk Damsgård er gift med en amerikaner, som hun mødte i Pakistan, hvor han arbejdede som flymekaniker. Fra sommeren 2011 er hun DR's Mellemøsten-korrespondent med base i Kairo.

## Uddannelse og karriere
Puk Damsgård gennemgik den 3-årige skuespilleruddannelse på Holbergs Film + Teaterskole 1999-2001. I sommeren 2004 rejste hun til Pakistan for første gang og blev betaget og nysgerrig efter at vide mere om pakistanerne og deres nation. I 2007 færdiggjorde hun en bachelor i journalistik fra Syddansk Universitet i Odense, og hun har læst arabisk sprog og mellemøstenstudier dets åbne universitet. Undervejs tog hun orlov i 2006 fra studiet for at deltage i Galathea 3-ekspeditionen, og rapporterede om ruten fra Cape Town i Sydafrika til Australien. Efter endt uddannelse blev hun ansat som uddannelsesjournalist på Jyllands-Posten, men sagde op efter få måneder. Hun har boet i Mellemøsten siden 2008 som freelancejournalist for DR, Jyllands-Posten og Kristeligt Dagblad, ligesom hun har skrevet for flere udenlandske aviser, for eksempel New York Times. Fra 2011 ansættes hun som DR’s korrespondent i Mellemøsten; først med base i Beirut i Libanon og siden 2013 i Kairo i Egypten.
Puk Damsgård blev nomineret til Dansk Journalistforbunds Cavlingpris i 2012 for sit arbejde med at formidle stof fra Syrien, men vandt ikke prisen det år. I 2015 vandt hun så prisen for sine reportager fra Mellemøsten og sin bog, Ser du månen, Daniel. Puk Damsgård har desuden modtaget Jyllands-Postens Ytringsfrihedspris i 2011, Den Berlingske Fonds Journalistpris i 2012 sammen med Simi Jan, Læsernes Bogpris i 2015, Den Danske Publicistklubs Fortællerpris i 2015 og Rungstedlundprisen i 2020.
16. maj 2010 blev der på forsiden af den pakistanske avis The Nation fremsat den påstand, at hun skulle være spion. Konsekvensen var, at hun blev persona non grata. Da hun i september måned samme år besøgte landet igen sammen med kollegaen Simi Jan og daværende udviklingsminister, Søren Pind, (V), vakte det således bestyrtelse, idet begge journalister var blevet udvist samme sommer.
I maj 2013 rapporterede hun sammen med fotograf Betina Johnbeck fra Borgerkrigen i Syrien.
Den britiske avis Daily Mail bragte en artikel i 2016 uden forfatterens vidende, hvori dele af Ser du månen, Daniel var gengivet, i første omgang med hendes navn på artiklens byline, senere erstattet med avisens egen journalist Neil Armstrong på foranledning af Damsgårds kritik, der krævede artiklen fjernet. Det kom frem, at avisen havde købt udgivelsesrettighederne fra hendes engelske forlag Atlantic Books. Hun blev af avisen tilbudt at foreslå ændringer til teksten, men følte sig forrådt af forlaget på grund af den manglende information og salg af rettigheder.
Ser du månen, Daniel blev filmatiseret under samme navn af Niels Arden Oplev og havde dansk biografpremiere i 2019.

## Filmografi

### Film
- One Hell of a Christmas (2002)

### Tv-serier
- Sleep In (2000)